# 여단전투단

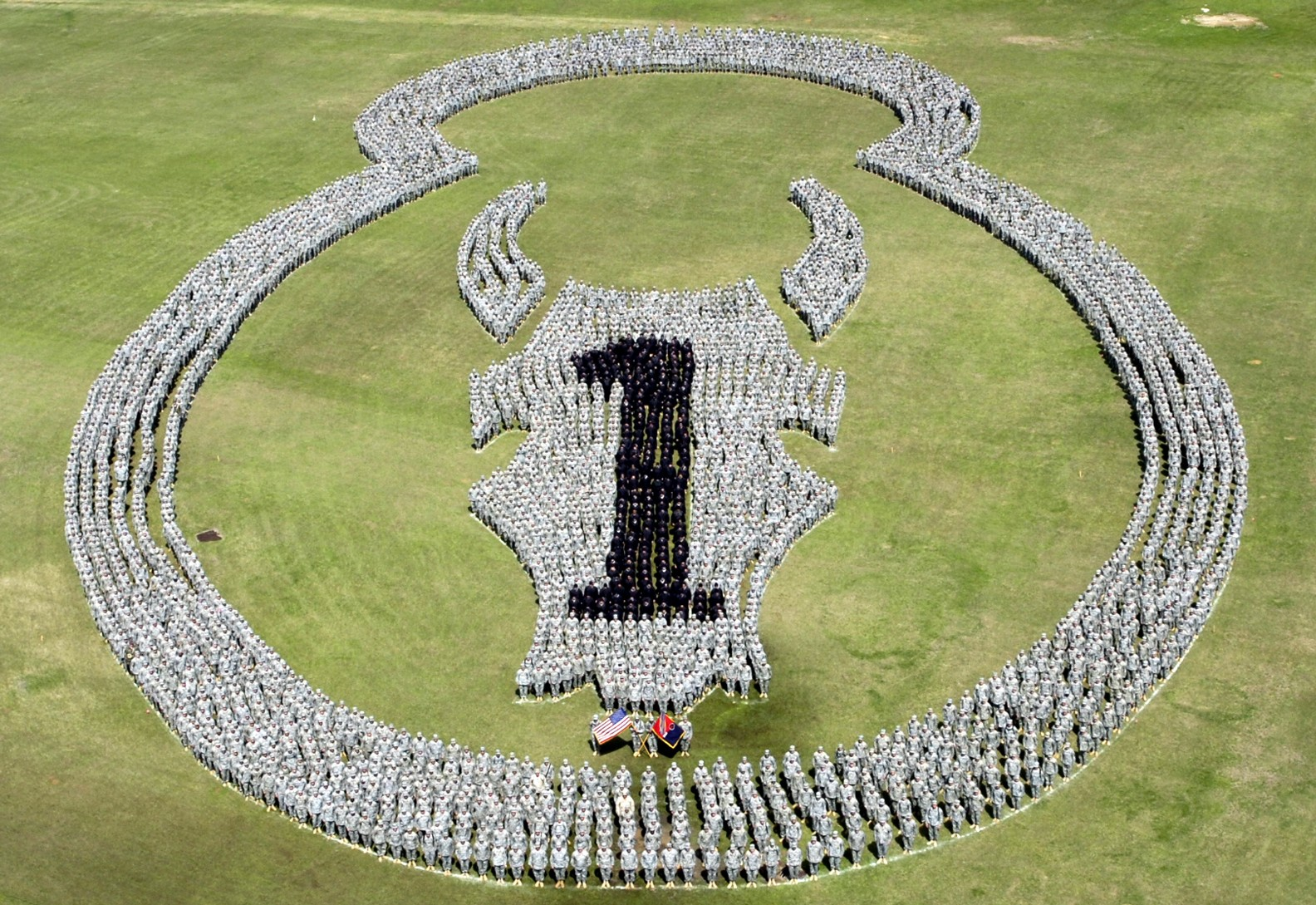
4,000 명이 넘는 제34보병사단, 1여단전투단원들의 특별 편제를 위한 작별 세레모니

여단전투단(旅團戰闘團, 영어: Brigade Combat Team (BCT))은 미국 육군에서 기본 전개가능한 기동부대로, 1개 전투 분야 기동여단, 그리고 소속된 지원 그리고 화력부대로 이루어져 있다. 일반적으로 대령 (O-6)에 의해 지휘되지만, 드물게 준장이 지휘하기도 한다. 상급 사단에서 작전 유지를 위해 필요한 지원 부대를 분리하여 가질 수 있다. 옛날에는 사단 포병(DIVARTY)에서 받았으나, BCT는 직접적으로 포병 지원을 받는다.
현재, 미국 육군은 신형 여단 전투단 프로그램으로 여단을 바꿔가고 있다. 이 프로그램으로 사단이 대체로 통합 지원(제1기갑사단, 제25보병사단, 그 외.)의 부재로 개별 여단을 전개시키지 못한 것을 개편하였으며, 세계 어디든 다수의 여단을 전개시킬 수 있는 능력을 가지게 된다. 이들 여단은 축소된 사단처럼 스스로 임무를 맡을 수 있게 된다. BCT에 배속된 장병은 약 3년 간 복무하게 된다. 이것은 준비 태세와 부대 결속력을 강화시킨다.

## 구성별 여단

### 보병 여단전투단

미국 육군 보병 여단 전투단 조직 차트

보병 여단전투단은 전반적으로 세 개의 보병 대대으로 이루어져 있었으나(새로운 BCT편제에 따라 3개로 늘어났다) 각각 여러 형태의 여단 (경보병, 공중강습, 또는 공수)은 같은 기본 조직이다. 각 보병여단은 공중강습 작전을 할 수 있는 능력이 있긴 해도 공식적으로 공중강습여단으로 설계되지 않았다. 그리고 많은 부대가 HMMWV로 기동하며 전개 및 작전시 "차량화보병"로서 행군 속도를 촉진한다. 보병 여단전투단은 3개의 보병대대와 각각 1개의 기병 (RSTA), 야전 포병, 공병 대대 및 지원 대대로 구성되어 있다.

#### 보병대대
- 본부 및 본부중대
  - 의무소대
  - 정찰소대
  - 화력지원소대
  - 박격포소대
  - 통신소대
  - 저격반
  - 참모반
- 소총중대 (x 3)
  - 소총소대 (x 3)
  - 박격포반
- 차량화된 중화기중대
  - 중화기소대(x 4)

각 보병 여단전투단은 세개의 보병대대로 구성되어 있다. 그 세개 대대는 여단과 주력 기동 요소로서 650명 가량으로 구성될 것이다.

#### 기병 정찰 대대(RSTA)
- 본부 및 본부대 (Troop)
  - 의무소대
  - 화력지원소대
  - 참모반
- HMMWV 기동수색대 (x 2)
  - 기병정찰소대 (x 3)
  - 박격포반
- 도보수색대
  - 보병정찰소대 (x 3)
  - 저격반
  - 박격포반

#### 화력대대

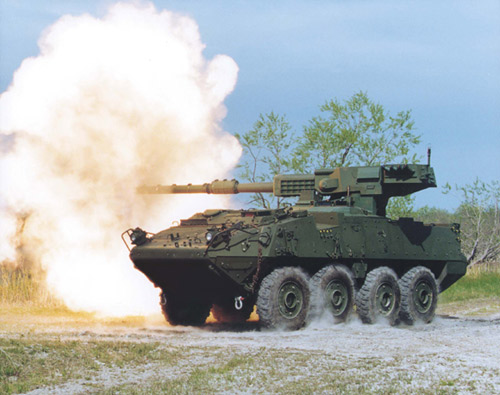
기동 포 시스템

- 본부 및 본부포대
  - 표적확보반
- 105mm M119 곡사포 (2 포대 x 6문)
- 155mm M777 곡사포 (1 포대 x 6문) * 새로운 BCT편제에 따라 추가 편성

#### 여단 지원대대
- 본부 및 본부중대
- 보급중대
- 정비중대
- 의무중대
- 전방지원중대 (보병) (x 2)
- 전방지원중대 (기병 RSTA)
- 전방지원중대 (화력)

### 스트라이커 여단전투단

미국 육군 스트라이커 여단 전투단 조직 차트

스트라이커 여단전투단(영어: Stryker Brigade combat team; SBCT)은 스트라이커 8륜 변형과 LAV III, "중간장갑차량" 로 구성된 미국 육군의 기계화보병부대이다.
완전한 스트라이커 여단전투단은 C-130 허큘리스 수송기로 작전 지역으로 항공 수송하는데 96 시간, 사단 규모의 부대 정도는 120 시간 정도가 걸린다. 스트라이커 여단전투단은 본질적으로 경기갑차량의 제병부대로, 보병이나 기갑 여단전투단와는 다르게 조직되어 있다. 스트라이커 여단전투단은 네트워크 중심전 교리를 구현하는데 이용되며, 미국의 고기동 경보병과 많은 기갑보병 간의 격차를 채울 것이다. BCT 지상전투차량 프로그램은 중장갑 차량 계획의 다음 단계이다.
각각의 스트라이커 여단은 3개 보병대대, 하나의 수색(기병) 편대, 하나의 화력(포병) 대대, 하나의 여단 지원대대, 하나의 여단 본부 및 본부중대, 하나의 네트워크지원중대, 하나의 군사정보중대, 하나의 공병중대, 그리고 하나의 대전차중대 로 이루어져 있다.
보병 및 중 BCT와는 달리 여단 특수 병력 대대가 없고 여단 지원 대대를 위한 5개 기동 요소인 전진 지원 중대가 있다.

#### 보병대대
- 본부 및 본부중대
- 보병중대 (스트라이커) (x 3)

#### 기병정찰대대(RSTA)
- 본부 및 본부대
- 기동수색대 (스트라이커) (x 3)
- 관측대

#### 화력대대
- 본부 및 본부포대
- 155mm 유도사격포대 (x 3)

#### 여단 지원대대
- 본부 및 본부중대
- 보급중대
- 정비중대
- 의무중대

#### 직할중대
- 여단 본부 및 본부중대
- 군사정보중대
- 네트워크통신중대
- 전투공병중대
- 대전차중대

#### 스트라이커 차량
- M1126 보병수송차량
- M1127 수색차량
- M1128 MGS (105 mm 직사포)
- M1129 자주박격포 (120 mm 또는 81 mm 박격포로 무장)
- M1130 지휘차량
- M1131 화력지원차량 (FSV) 및 조준과 관측 센서
- M1132 공병지원차량 (ESV)
- M1133 의무후송차량 (MEV)
- M1134 대전차유도탄차량 (ATGM) TOW 미사일로 무장했다.
- M1135 화생방 정찰차량 (NBC RV)

### 기갑 여단전투단

미국 육군의 기갑 여단전투단 조직 차트

기갑 여단전투단은 육군의 주력 기갑부대이다. M1 에이브람스 전차와 M2 브래들리 보병전투차량 (IFV)을 포함한 제병과 연합대대로 설계되었다. HMMWV과 M113 장갑 병력 수송차의 변형 등의 여러 차량은 지원하는 역할을 맡아 작전에 임한다. 미래에는 BCT 지상 전투 차량 프로그램에 의해 차량도 포함하게 된다.
기갑 여단전투단은 두 개의 제병연합대대(전차 + 기계화 보병)와 각각 하나의 기갑수색(기병), 화력(포병), 특수 병력, 그리고 지원 대대로 이루어져 있다. 2012년에 기갑 여단 전투단(Armored Brigade Combat Team)으로 편제명이 비뀌었다.

#### 제병연합대대
- 본부 및 본부중대
  - 의무소대
  - 수색소대
  - 저격반
  - 박격포소대
- 전차중대 (x 2)
  - 전차소대 (x 3)
- 기계화보병중대 (x 2)
  - 기계화보병소대 (x 3)
- 기계화전투공병중대 - 폐지되었다, 아주 오래전 편제이다. 현재는 존재하지 않는다

#### 기갑정찰기병대대
- 본부 및 본부대 (Troop)
- 수색중대 (x 3)
  - 정찰소대 (x 2)
    - M3 브래들리 기병 전투차 (x 3)
    - M1114 장갑 강화된 HMMWV와 장거리 개량정찰장비 (LRAS3) (x 5)
- 전차중대 - 2015년 신설
  - 120mm 박격포반

#### 포병대대
- 본부 및 본부포대
- 155mm 자주포 사격포대 (x 3) * BCT 2020 편제에 따라 포대가 3개로 늘어났다.
- 표적확보반

#### 여단 지원대대
- 본부 및 본부중대
- 보급중대
- 정비중대
- 의무중대
- 전방지원중대 (제병) (x 3) * 제병연합대대가 3개로 늘었음
- 전방지원중대 (화력)
- 전방지원중대 (수색 및 관측)

## 폐지된 편제

#### 여단 특수병력대대
- 본부 및 본부중대
  - 헌병소대
  - 지원소대
  - CBRN 수색소대
- 군사정보중대
- 네트워크통신중대
- 전투공병중대

여단 특수병력대대(BSTB)는 육군의 새로운 편제이다. 여단 전투지원중대(정보 및 통신)와 어떠한 중대급 제대(가령 방공포병이나 헌병)를 포함하여 지휘 통제를 할 수 있도록 설계되었다. 그러나 특수병력대대 편제는 폐지되었고, 모든 여단 전투단의 특수병력대대는 2014년과 2016년 사이에 여단공병대대(Brigade Engineer Battalion)로 대채되었다.

## 같이 보기
- 미국 육군의 개편
- 미래 전투 시스템
- BCT 현대화 프로그램

## 참조
1. ↑  “Brigade Unit of Action”. 《globalsecurity.org》 (영어). 2011년 5월 11일에 확인함.

- 미국 육군청 본부 (2015년 10월). “FM 3-90.6 BRIGADE COMBAT TEAM” (PDF) (영어). 미국 육군 출판부. 2016년 3월 12일에 원본 문서 (PDF)에서 보존된 문서. 2016년 3월 16일에 확인함.